# リアルのバメン
『リアルのバメン』は、テレビ東京系列で2010年12月5日-2011年3月27日に放送した職業関連の情報バラエティ番組。Decooの一社提供。
　

## 放送日時
- 毎週日曜日10:00 - 10:30

## 出演者
- フルーツポンチ
- てんちむ
- ドン小西
- 山本彩乃